# Sierra Atascosa

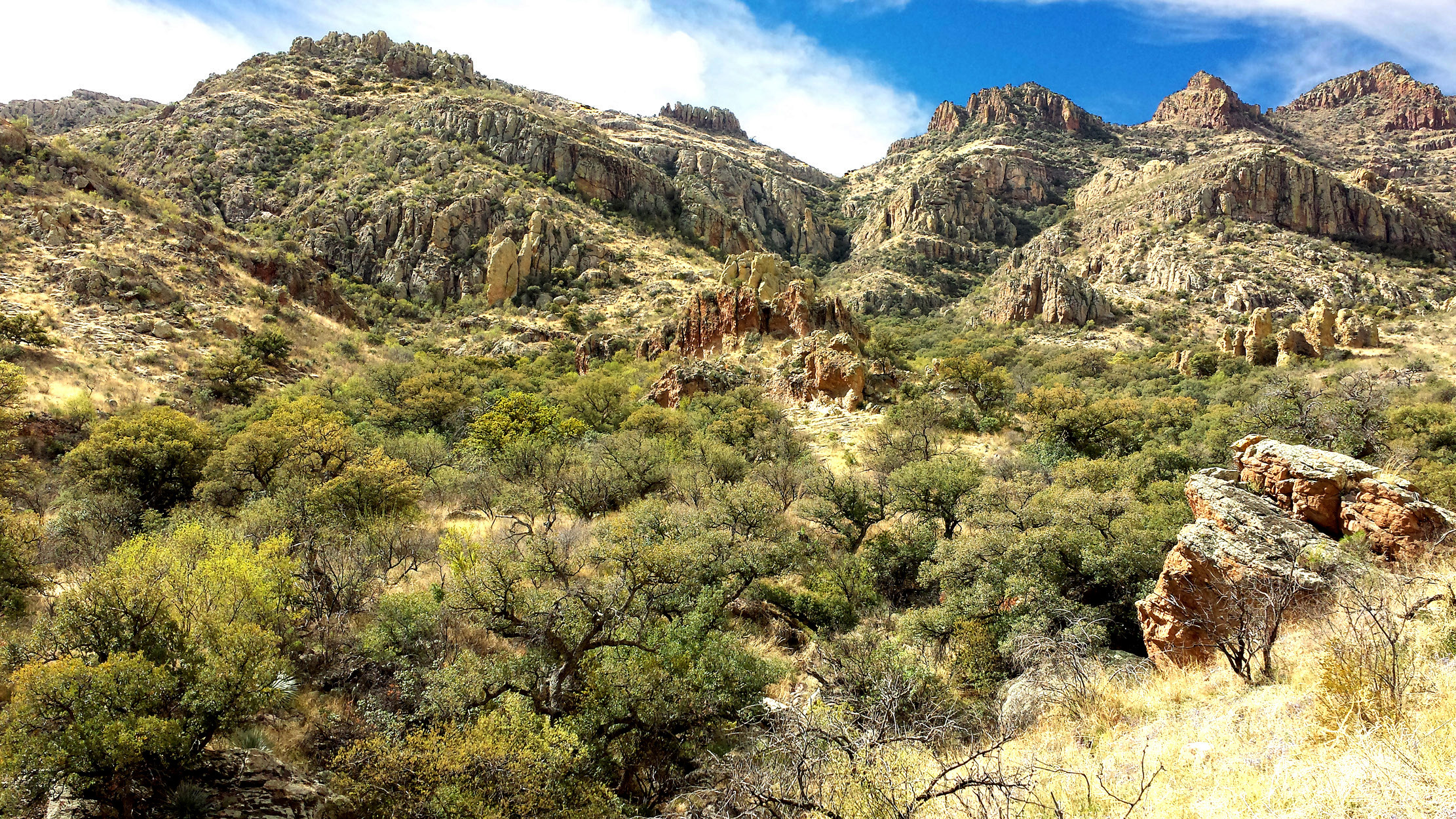
Paisaje de montaña, Arizona, Estados Unidos.

La sierra Atascosa es una pequeña sierra del occidente del condado de Santa Cruz en Arizona. Se encuentran entre dos sierras más grandes, la sierra de Tumacácori al norte y la sierra del Pajarito al sur. La sierra del Pajarito por su parte se ubica en la frontera con Méjico y limita con la sierra de la Esmeralda en Sonora.
La sierra del Pajarito es junto a la de Atascosa, el centro de las tierras altas de Tumacácori.
El punto más elevado de la sierra Atascosa es el pico homónimo de uno 6440 pies (1963 m), ubicado al aldo del pico Ramanote de 6047 pies (1843 m).  El lago de Peña Blanca en el camino de Ruby, inicia en la parte más baja del cañón de Calabazas-(tributario del río Santa Cruz).